# Жермано Боеттчер Собріньйо
Жермано Боеттчер Собріньйо (порт. Germano Boettcher Sobrinho, 14 березня 1911, Ріо-де-Жанейро — 9 червня 1977, Ріо-де-Жанейро) — бразильський футболіст, що грав на позиції воротаря за клуби «Ботафогу» та «Фламенго», а також національну збірну Бразилії.
Дворазовий переможець Ліги Каріока. 

## Клубна кар'єра
У футболі дебютував 1928 року виступами за команду «Ботафогу», в якій провів два сезони, взявши участь у 20 матчах чемпіонату. 
Своєю грою за цю команду привернув увагу представників тренерського штабу клубу «Фламенго», до складу якого приєднався 1931 року. Відіграв за команду з Ріо-де-Жанейро наступні три сезони своєї ігрової кар'єри.
Протягом 1934 року знову захищав кольори команди клубу «Ботафогу».
Завершив професійну ігрову кар'єру у клубі «Фламенго», у складі якого вже виступав раніше. Прийшов до команди 1935 року, захищав її кольори до припинення виступів на професійному рівні у 1935.

## Виступи за збірну
Був присутній в заявці збірної на чемпіонаті світу 1934 року в Італії, але на поле не виходив.
Помер 9 червня 1977 року на 67-му році життя у місті Ріо-де-Жанейро.

## Титули і досягнення
- Переможець Ліги Каріока (2):

«Ботафогу»: 1930, 1934